# Ultima mossa
Ultima mossa è un romanzo poliziesco dello scrittore statunitense James Patterson e fa parte di una serie di romanzi sul detective Alex Cross. 

## Trama
Alex Cross è di nuovo in pista. Assieme al detective Sampson lavora a una agghiacciante caso di vittime trovate morte dissanguate e lacerate da artigli. Tutti gli indizi inducono i due partner a indagare verso una setta di vampiri, dalla zona di San Francisco fin tutto il sud degli USA, ma quando i due maghi illusionisti principali sospettati vengono trovati morti, si dovrà ricominciare. Non mancano le sorprese tipiche di questo autore, i collegamenti impensabili e i dettagli che permettono di giungere, alla fine, alla verità. In questo romanzo fa la sua entrata la detective Jamilla, affascinante collega che farà battere il cuore ad Alex.